# Francobolli politici
La propaganda politica, specie durante la Seconda guerra mondiale, approntò dei francobolli contro il regime nazista in Germania e in Inghilterra contro il regime comunista russo. Sia Adolf Hitler che Stalin sono raffigurati in francobolli privati, con iscrizioni polemiche, o con immagini raccapriccianti del volto, ad opere delle forze occupanti inglesi o americane.
In Italia è famoso il francobollo copiato dal tipo dedicato all'accordo dell'Asse Italo-tedesco, con i volti di Mussolini e Hitler, che al posto del motto "Due popoli, una guerra", reca "Due popoli, un führer". Sempre in Italia furono emessi subito dopo la guerra delle particolari marche postali dette "vittime politiche", con i volti dei martiri antifascisti (compreso Matteotti), con un facciale di 1 lira o 2 lire. In tempi recenti, di minor circolazione, sono stati i francobolli stampati in proprio dalla Lega Nord e dal Governo del Nord Italia, che in taluni casi sono stati accettati da uffici postali e regolarmente utilizzati. La collezione di "francobolli leghisti" vanta ormai diverse emissioni e sono considerate curiosità per il tema filatelico a sfondo politico - storico.

## Le emissioni partigiane e del C.L.N.
Di seguito nella tabella sono riportate le emissioni non ufficiali che hanno circolato nel periodo della Seconda guerra mondiale sul territorio italiano, in particolare le emissioni partigiane del C.L.N. (riconosciute solo in parte dalle Poste Italiane):
| Serie | Numero di valori realizzati                                       | Anno di emissione | note                                                                                     |  |
| --- | ----------------------------------------------------------------- | ----------------- | ---------------------------------------------------------------------------------------- |  |
| AOSTA |                                                                   |                   |                                                                                          |  |
| Monumenti distrutti soprastampati "C.L.N. Zona Aosta" | 4 valori                                                          | 1944              |                                                                                          |  |
| Monumenti distrutti, altri valori | 4 valori                                                          | 30 novembre 1944  |                                                                                          |  |
| Soggetti vari con la scritta "C.L.N." | 8 valori + 2 foglietti                                            | 1944              | Dentellati e non dentellati                                                              |  |
| ARIANO POLESINE |                                                                   |                   |                                                                                          |  |
| Imperiale, monumenti distrutti e Fratelli bandiera soprastampati "C.L.N. ARIANO POLESINE" | 15 valori                                                         | 1945              |                                                                                          |  |
| ARONA |                                                                   |                   |                                                                                          |  |
| Monumenti distrutti e Fratelli Bandiera soprastampati "C.L.N. Arona" | 10 valori + 3 valori (Fratelli Bandiera)                          |                   | Alcuni valori sono stati soprastampati anche in rosso                                    |  |
| Posta aerea ed espresso soprastampati | 2 valori + 1 espresso                                             |                   | Rarissimi i valori di posta aerea                                                        |  |
| BARGE |                                                                   |                   |                                                                                          |  |
| Monumenti distrutti con soprastampa "C.L.N. Barge" | 8 valori                                                          | 1945              |                                                                                          |  |
| Serie di Fratelli Bandiera soprastampati | 3 valori                                                          | 1945              |                                                                                          |  |
| Serie di Posta Aerea | 5 valori                                                          | 1945              | Il valore da 75c. è noto soprastampato in rosso. Molto raro.                             |  |
| Espresso Monumenti distrutti soprastampato | 1 valore                                                          | 1945              |                                                                                          |  |
| DOMODOSSOLA |                                                                   |                   |                                                                                          |  |
| Serie imperiale, Imperiale soprastampata RSI e monumenti distrutti soprastampati "C.L.N. Ossola Libera 10.9.44"                                                                                               | 11 valori                                                         | 1944              |                                                                                          |  |
| IMPERIA |                                                                   |                   |                                                                                          |  |
| Monumenti distrutti, imperiale (5 lire rosa rosso "Lupa"), Fratelli Bandiera, Posta aerea, espresso da 1.25 Monumenti distrutti, Recapito autorizzato soprastampati "Poste italiane Imperia liberata 24-4-45" | 21 valori                                                         | 1945              | Sono note inoltre due non emessi della serie monumenti distrutti (20c. e 25c.)           |  |
| PARMA |                                                                   |                   |                                                                                          |  |
| "Posta Partigiana" soggetti diversi | 2 valori                                                          | 1945              | Francobolli realizzati dai partigiani di Parma.                                          |  |
| Altre non autorizzate ufficialmente |                                                                   |                   |                                                                                          |  |
| ALTO VARESOTTO - LUINO |                                                                   |                   |                                                                                          |  |
| "Stemmi e motti partigiani" | Serie di 4 valori non dentellati (1, 2, 5 e 25 Lire)              | 1944              | Hanno al retro un timbretto a forma di foglia di quercia in violetto                     |  |
| BELLUNO |                                                                   |                   |                                                                                          |  |
| "Scudo di Belluno" | Serie di 4 valori dentellati o non dentellati (1, 3, 5 e 10 Lire) |                   | In prevalenza recano il timbro speciale in rosa "Comitato Liberazione Nazionale Belluno" |  |
| FIRENZE |                                                                   |                   |                                                                                          |  |
| Monumenti distrutti, 75c. soprastampato "Florence welcomes the allies 11-8-44" | 1 valore (?)                                                      | 1944              |                                                                                          |  |
| RAVENNA |                                                                   |                   |                                                                                          |  |
| Monumenti distrutti soprastampata "Ravenna 4 Dic. 1944 ITALIA LIBERA" | 3 valori                                                          | 1944              |                                                                                          |  |
| ROMA |                                                                   |                   |                                                                                          |  |
| Monumenti distrutti soprastampata "ROMA CITTÀ APERTA" | 5 valori noti                                                     |                   |                                                                                          |  |

## Francobolli contrastati
Molti sono i casi di francobolli emessi per varie cause politiche e non riconosciuti: governi in esilio, monarchi autodefiniti capi di stato, occupazioni militari come ad esempio è avvenuto nella parte meridionale della Malaysia, dove si insediò dopo la Seconda guerra mondiale un governo militare locale, che sovrintendeva alcune isole, il quale emise dei propri francobolli con la dicitura "Maluko Selatan", con il volto di un generale, e vari altri soggetti naturalistici. Non facendo parte dell'UPU, perché non accettati dalla comunità internazionale, non sono considerati francobolli ufficiali. L'articolo 8 del regolamento dell'UPU recita che il francobollo deve recare "il nome dello stato membro o del territorio al quale è soggetta l'entità postale emittente, in caratteri romani". Trattandosi di territori non riconosciuti, i francobolli non sono validi.
A causa di questa regola internazionale, anche i francobolli del Sovrano Militare Ordine di Malta, che pure sono stati da anni commercializzati e valutati su importanti cataloghi, hanno faticato molto ad essere accettati come francobolli "ad uso postale". Grazie al riconoscimento di molte amministrazioni postali, tra cui, determinante, l'Amministrazione postale italiana (Poste Italiane), i francobolli sono stati accettati come corrispondenza ufficiale dell'Ordine a livello mondiale.
Le norme che regolano la circolazione dei valori postali a livello mondiale sono molto simili in tutti i paesi, e vietano l'utilizzo di francobolli privati senza uno specifica (e molto rara) concessione delle poste centrali. Perfino per stampare immagini o fotocomposizioni varie negli spazi designati al mittente sugli interi postali è necessario il nulla osta delle poste.
Una curiosità che è in vigore in Italia dal dopoguerra, ma anche in altri stati, è la consuedtudine di no realizzare valori bollati con l'effigie di persone viventi. Questa legge vale anche per gli annullamenti. Uniche due eccezioni sono avvenute per Papa Giovanni Paolo II (cartolina postale per la visita del Papa a Montecitorio), Luciano Pavarotti (annullo speciale Pavarotti & friends), Tina Anselmi.

Francobollo privato propaganda di guerra, soggetto modificato del francobollo inglese con il Re e la Regina madre (qui al suo posto Stalin).

Francobollo di fantasia propaganda di guerra, soggetto modificato del francobollo ordinario del III Reich tedesco, con l'effige di Hitler e la scritta "Futsches" anziché "Deutsches" Reich